# Kupferhof Steinfeld

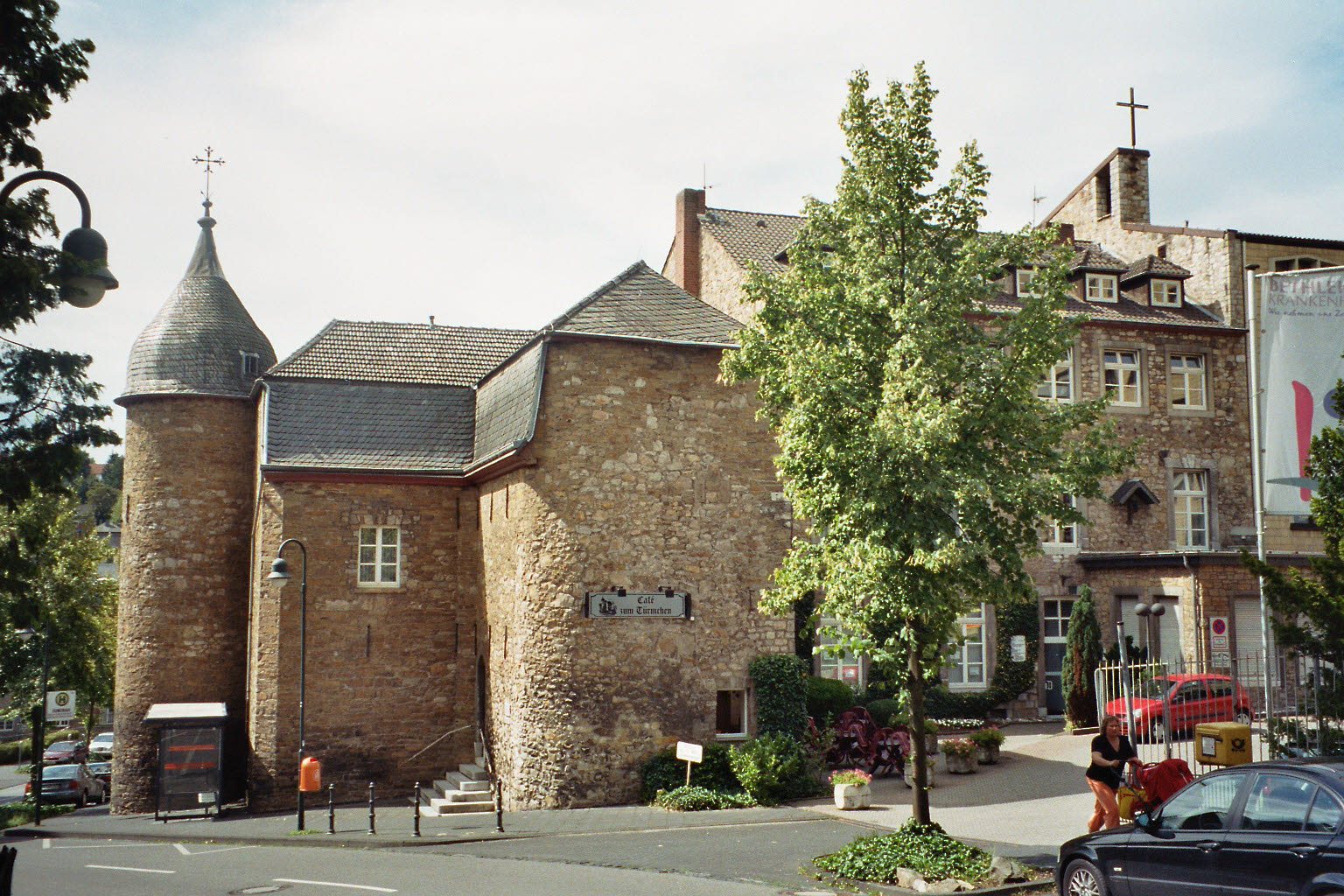
Kupferhof Steinfeld

Der Kupferhof Steinfeld ist einer der noch bestehenden Kupferhöfe der Stadt Stolberg (Rhld.). Es ist ein architektonisches Zeugnis der Industriegeschichte des Vichttals.
Heute ist das Gebäude in das Bethlehem-Gesundheitszentrum der Stadt Stolberg integriert.

## 16. und 17. Jahrhundert
Die Anfänge des Hofes reichen zurück ins frühe 17. Jahrhundert. Am 23. September 1597 bestätigte der Abt der Reichsabtei Kornelimünster, Johann Heinrich von Gertzen, den Eheleuten Gerlach Beck und Ida Bertolf das Recht, Wasser aus dem Vichtbach, den das Stolberger Tal durchfließenden Bach, abzuleiten. Es sollte genutzt werden, um zwei Kupfermühlen und Schmelzhütten zu betreiben. Das Grundstück hatten sie zuvor von Gertrud auf der Scheidsheiden und von den Eheleuten Wilhelm und Kunigunde zu Hassenberg erworben. Außerdem durfte ein Graben durch ein Grundstück des Abtes ausgehoben werden. Als Gegenleistung wurden eine jährlich zu zahlende Pacht und die Tilgung von Schulden des Abtes vereinbart.

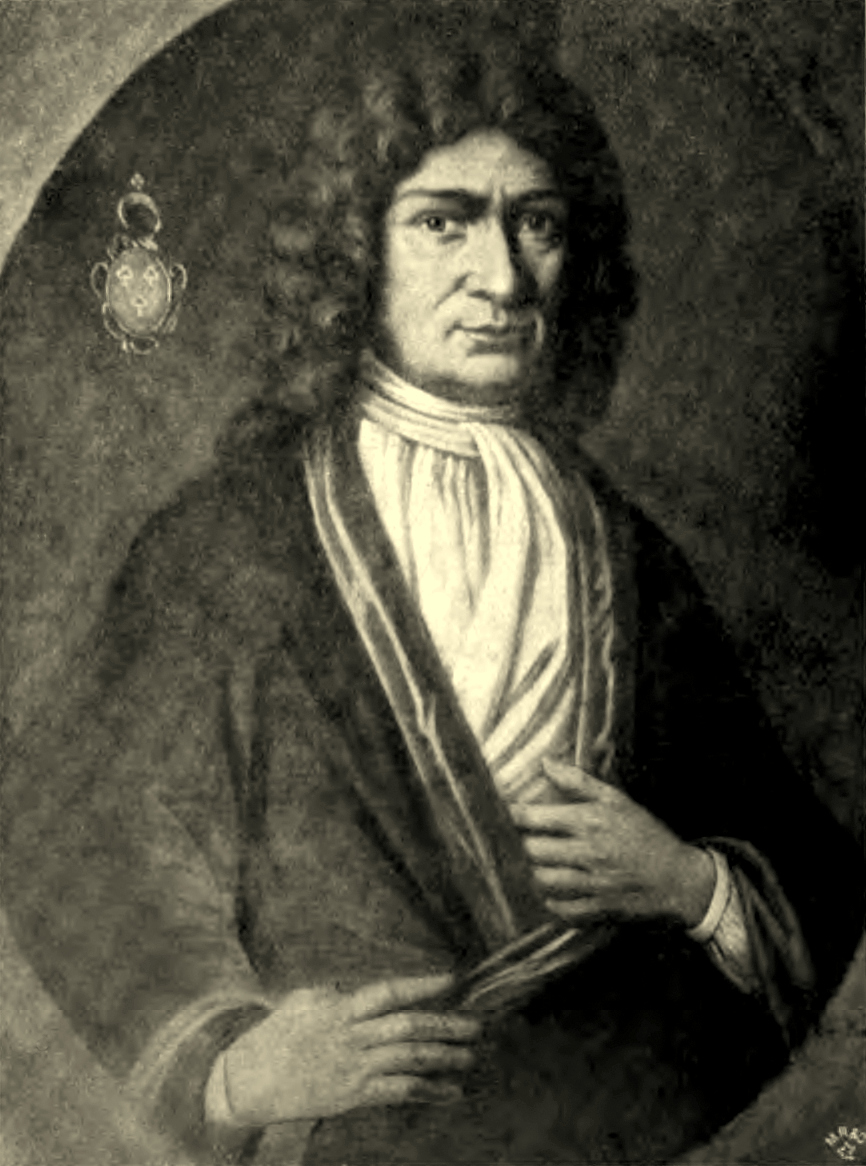
Johann Peltzer (1641–1716)

Gerlach Beck beabsichtigte, eine Kupfermühle auf dem Grundstück zu errichten, verstarb jedoch bereits Ende 1608. Ob er daher seine Pläne bis zu diesem Zeitpunkt umgesetzt hatte, ist nicht bekannt. Gerlach war zweimal verheiratet und hinterließ zahlreiche Kinder, was zu einer Zersplitterung des Erbteils führte. Isaac Beck, ein Sohn Gerlachs war zwar Kupfermeister in Stolberg, aber es ist auch nicht bekannt, ob er die Pläne seines Vaters realisieren konnte.
Mathias Peltzer (1610–1679) erwarb 1633 Grundstücke „auf dem Steinrutsch“. Die Verkaufsurkunden existieren nicht mehr und daher ist der Verkäufer der Flächen unbekannt. Es ist aber sicher, dass es sich um die ursprünglichen Grundstücke Becks handelte. Johann Peltzer vom Jordan (1641–1716), Sohn von Mathias Peltzer, erbte 1679 einen Teil dieser Grundstücke. Er errichtete dort den Kupferhof, der seinen Namen Steinfeld aufgrund der Bodenbeschaffenheit erhielt.
Der Kupfermeister Mathias Peltzer (1635–1697), der Bruder von Johann, kaufte 1682 weitere vier Morgen und 154 Roden, auf denen er mit Genehmigung des Jülicher Herzogs Johann Wilhelm einen weiteren Kupferhof errichten wollte. Mathias starb bereits 1697, ohne seine Pläne verwirklicht zu haben. Sein Sohn Hermann Peltzer (1672–1717) vollendete 1698 den Bau, den er „Hinteres Steinfeld“ nannte.

## 18. Jahrhundert bis zur Gegenwart

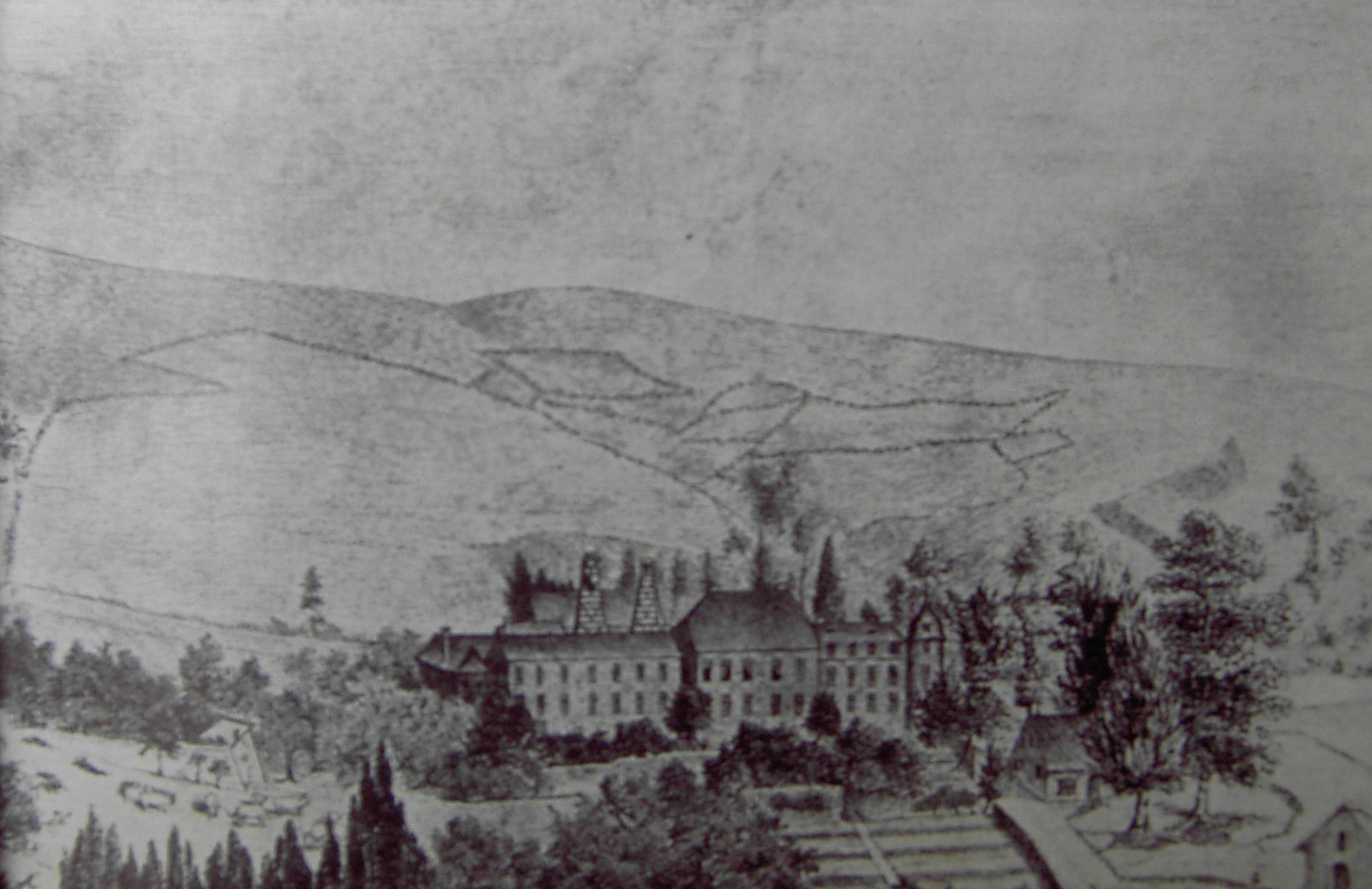
Kupferhof Steinfeld um 1830

Nach dem Tod von Johann Peltzer im Jahr 1716, der den inzwischen „Vorderes Steinfeld“ genannten Kupferhof erbaut hatte, erbte sein Sohn Johannes Peltzer (1674–1758) das Gebäude. Außerdem erwarb er von seinem zuvor erwähnten Vetter Hermann das Hintere Steinfeld. Er vereinte beide Kupferhöfe, wobei er die hinteren Gebäude zu seinem Wohnbereich ausbauen ließ. Der Administrator von Kornelimünster, Karl Kaspar von der Horst, gestattete ihm, eine zweite Mühlanlage zu errichten.
Der Hof blieb insgesamt vier Generationen in Familienbesitz bis Johann Peltzer (1759–1836) im Jahre 1790 den Kupferhof zunächst zur Glashütte umstrukturierte und sie zugleich mit der Hütte am Hammerfeld zur St. Johannis-Hütte fusionierte. Bereits zwei Jahre später musste er jedoch seine Glashütte in das Unternehmen Gebr. Siegwert & Co überführen und er konzentrierte sich fortan wieder ausschließlich auf die Messingproduktion. Infolge des allmählichen Niedergangs der Messingindustrie ließ er das Unternehmen auslaufen und bestellte am 22. November 1833 seine Tochter Maria Luisa (1810–1852) zur Liquidatorin. Schließlich kaufte die katholische Gemeinde der Stadt Stolberg die Anlage Steinfeld, die dort 1863 das Bethlehem-Krankenhaus Stolberg errichten ließ.